# Harlan megye (Kentucky)
Harlan megye az Amerikai Egyesült Államokban, azon belül Kentucky államban található. Megyeszékhelye és legnagyobb városa Harlan. Lakosainak száma 26 831 fő (2020. április 1.). Harlan megye Perry, Letcher, Wise, Lee, Bell és Leslie megyékkel határos.

## Népesség
A megye népességének változása:
| Lakosok száma | 29 240 | 29 176 | 28 613 | 28 499 | 27 703 | 26 831 |
|               | 2010   | 2011   | 2012   | 2013   | 2015   | 2020   |